# Trachelas himalayensis
Espèce
Trachelas himalayensis est une espèce d'araignées aranéomorphes de la famille des Trachelidae.

## Distribution
Cette espèce est endémique d'Inde.

## Description
La femelle holotype mesure 5,80 mm.

## Étymologie
Son nom d'espèce, composé de himalay[a] et du suffixe latin -ensis, « qui vit dans, qui habite », lui a été donné en référence au lieu de sa découverte, l'Himalaya.

## Publication originale
- Biswas, 1993 : Description of a new species of spider (Clubionidae: Trachelas) from India. Records of the Zoological Survey of India vol. 91, p. 53-56 (texte intégral).